# Айво Іві
А́йво І́ві (удм. Айво Иви; справжнє ім'я — Іван Григорович Векшин; * 24 лютого 1892, село Кузебаєво — † 1963, село Чур) — удмуртський письменник, поет-пісенник, громадський діяч.

## Біографія
Народився в селянській сім'ї. Закінчив Центральну вотську школу в селі Карлиган (сучасна Марій-Ел) в 1907 році. Вищу освіту здобув у Вищому літературно-художньому інституті в Москві (1923—1925 роки). Працював в правлінні Граховської волості (1908), учителем в рідному селі (1909—1915), співробітником в газетах «Сюрло» (місто Єлабуга, 1918—1920), «Гудыри» (1921—1923), співпрацював з Центрвидавом (1924—1927). В 1932 році був осуджений в рамках «Справи Кузебая Герди» за звинуваченням в пропаганді кулацтва та контрреволюційної діяльності. В 1936 році вийшов із в'язниці, але до літературної творчості не повертався. Працював лічильником в Нагірному лісопункті Іжевського району, в 1939—1946 — бухгалтером промислової артілі в Ігрі. В 1946—1959 роках відбував заслання в Узбекистані, де працював бухгалтером в лічильних установах міста Ангрена та підприємствах Сурхандар'їнської області. В 1959 році хворий повернувся додому, де й помер в будинку для пристарілих.

## Творчість
Вперше як письменник проявив себе в 1918 році, коли друкувався в газеті «Сюрло» як публіцист. Перші вірші включені в антологію Т.Борисова «Удмурт стихотворенняос-Удмуртские стихотворения» («Удмуртські вірші», 1919). Випустив збірник гумористичних мініатюр та анекдотичних розповідей «Серем пырыёс» («Крупинки сміху»), збірку віршованих фейлетонів та частушок «Шулдыр даур» («Веселий вік»). Пісні на вірші «Анае гурзэ эстэм, дыр, но» («Мати, мабуть, піч розтопила») та «Тулкымъяське, тулкымъяське» («Хвилюється, хвилюється») популярні в народі.

### Твори
- «Серем пырыёс». Іжевськ, 1927
- «Шулдыр даур». Іжевськ, 1927